# Parophidion
Parophidion is een geslacht van straalvinnige vissen uit de familie van naaldvissen (Ophidiidae). Het geslacht is voor het eerst wetenschappelijk beschreven in 1954 door Tortonese.

## Soorten
- Parophidion schmidti (Woods & Kanazawa, 1951).
- Parophidion vassali (Risso, 1810).